# Sehnde
Sehnde er en by (siden 18. oktober 1997) og en kommune  i den tyske delstat Niedersachsen i sydøstenden af  Region Hannover. Den består af  15 tidligere selvstændige kommuner med i alt knap 24.000 indbyggere.

## Geografi
Sehnde grænser (med uret fra sydvest) til Laatzen, Hannover og Lehrte samt Hohenhameln i Landkreis Peine og Algermissen i Landkreis Hildesheim.

## Inddeling
Kommunen blev dannet ved områdereformen 1. marts 1974 af de tidligere selvstændige kommuner  Bilm, Bolzum, Dolgen, Evern, Gretenberg, Haimar, Höver, Ilten, Klein Lobke, Müllingen, Rethmar, Sehnde, Wassel, Wehmingen und Wirringen.